# Pseudagrion camerunense
Pseudagrion camerunense é uma espécie de libelinha da família Coenagrionidae. 
Pode ser encontrada nos seguintes países: Benin, Camarões, Costa do Marfim, Gana, Guiné, Guiné-Bissau, Nigéria e Togo.
Os seus habitats naturais são: rios. 